# Aloe djiboutiensis
Aloe djiboutiensis är en grästrädsväxtart som beskrevs av T.A.Mccoy. Aloe djiboutiensis ingår i släktet Aloe och familjen grästrädsväxter.
Artens utbredningsområde är Djibouti. Inga underarter finns listade i Catalogue of Life.